# Phyllodytes iuna
Phyllodytes iuna — вид жаб родини райкових (Hylidae). Описаний у 2023 році.

## Поширення
Ендемік Бразилії. Поширений в узбережному атлантичному лісі у штаті Баїя на сході країни. Типові зразки зібрані у муніципалітеті Венсеслау-Гімарайнс.